# Supra

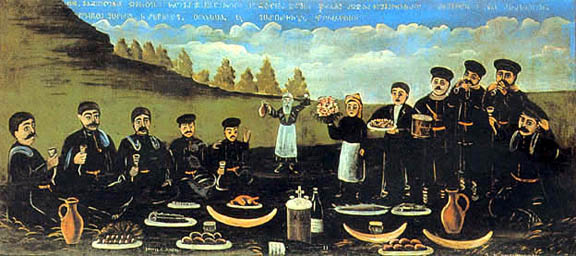
Gruzínská supra (N.Pirosmani)

Supra (gruzínsky სუფრა) je tradiční gruzínská hostina a důležitá součást gruzínské kultury. Existují dva druhy supry: slavnostní supra (ლხინის სუფრა, [lxinis supʰra]), neboli keipi, a smuteční supra (ჭირის სუფრა, [tʃʼɪrɪs sʊpʰra]), zvaná kelekhi, hostina pohřební. Gruzínské hostiny tradičně moderuje jejich nedílná součást, konferenciér, gruzínsky tamada, který pronáší přípitky, čímž ovlivňuje průběh hostiny.
V gruzínštině supra znamená „ubrus“. Podobná slova najdeme i v arabštině, sufra (سفرة), arménštině, sproc (սփրոց) a v turečtině, sofra.
Velké gruzínské hostiny se pořádají na ubrusech na zemi, pokud není dost stolů. Jídla a vína bývá mnoho, supra je také ukázkou gruzínské pohostinnosti. Obvyklá témata na konverzaci jsou rodina, umění, politika, náboženství, život a smrt. Supra posiluje vztahy mezi jejími účastníky. Supra je také příležitost, při které zaznívá gruzínský polyfonní zpěv.